# Kerry Condon

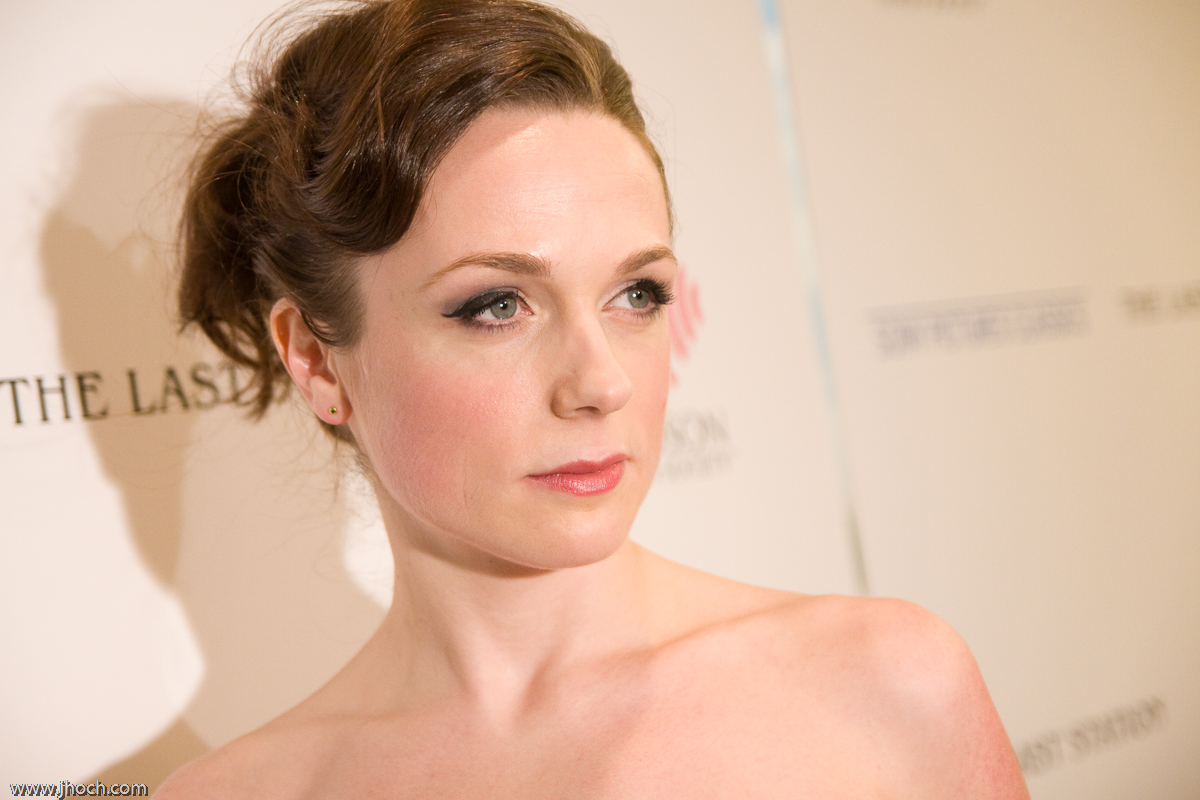
Kerry Condon, 2010.

Kerry Condon, född 9 januari 1983 i Thurles, County Tipperary, är en irländsk skådespelare. Hon filmdebuterade 1999 i Ängeln på sjunde trappsteget. Som artonåring fick hon 2001 rollen som Ophelia i Hamlet på Royal Shakespeare Company och blev därmed den yngsta skådespelaren att ha gjort rollen på den teatern. Hon spelade den fram till 2005. För TV har hon bland annat spelat Octavia i serien Rome, Rosie i Luck och under åren 2015–2022 hade hon en återkommande roll som Stacey i kriminalserien Better Call Saul.
Hon Oscarnominerades för sin roll i filmen The Banshees of Inisherin 2022. Rollen ledde också till en nominering för en Golden Globe.

## Filmografi, urval
- 1999 – Ängeln på sjunde trappsteget
- 2001 – How Harry Became a Tree
- 2003 – Ned Kelly
- 2005–2007 – Rome (TV-serie)
- 2009 – The Last Station
- 2011 – Vi möts igen, min vän (kortfilm)
- 2011–2012 – Luck (TV-serie)
- 2013–2014 – The Walking Dead (TV-serie)
- 2015 – Avengers: Age of Ultron (röst)
- 2016 – Captain America: Civil War (röst)
- 2017 – Spider-Man: Homecoming (röst)
- 2017 – Three Billboards Outside Ebbing, Missouri
- 2018 – Avengers: Infinity War (röst)
- 2019 – Avengers: Endgame (röst)
- 2022 – The Banshees of Inisherin
- 2023 – In the Land of Saints and Sinners
- 2024 – Night Swim
- 2024 – Star Wars: Skeleton Crew (TV-serie)
- 2025 – F1
- 2025 – Train Dreams